# Kevin Kelsy
Kevin Jesús Kelsy Genez (Valência, Venezuela; 27 de julho de 2004) é um futebolista venezuelano que atua como atacante do Portland Timbers da MLS.

## Trajetória
Tendo ingressado no time titular do Mineros em 2021, ele se consolidou na temporada de 2022, marcando seus primeiros gols pelo clube.
No início de 2023 foi contratado pelo Boston River do Uruguai, mas dias depois, em 31 de janeiro, foi comprado pelo Shakhtar Donetsk da Primeira Liga Ucraniana até 2027, em troca de 1 milhão de euros. Isto durante a invasão russa da Ucrânia.
No dia 12 de março, marcou seu primeiro gol pela seleção ucraniana pela primeira divisão daquele país, e no dia 16 do mesmo mês, marcou seu primeiro gol em competições europeias na Liga Europa 2022-23, aos 18 anos., tornando-se o mais jovem venezuelano a marcar em qualquer competição internacional europeia, e o mais jovem da mesma forma na seleção ucraniana - além de ser o quarto mais jovem de toda a história da competição.[carece de fontes?] Nessa mesma primeira temporada conseguiu sagrar-se campeão com a seleção ucraniana da Primeira Divisão Ucraniana. Kelsy conseguiu conquistar o título da primeira divisão ucraniana aos 18 anos, 10 meses e um dia, sendo o jogador venezuelano mais jovem a conquistar um título da liga na Europa.
Na Liga dos Campeões da UEFA de 2023-24 - sendo sua primeira partida naquela competição - marcou seu primeiro gol na derrota por 3 a 1 para o Porto, tornando-se assim o jogador venezuelano mais jovem a marcar em uma partida da Liga dos Campeões, aos 19 anos., 1 mês e 20 dias. Além disso, tornou-se o quarto jogador de futebol sul-americano mais jovem a marcar em competições europeias, atrás de Roque Santa Cruz (18 anos e 71 dias), Lionel Messi (18 anos, 4 meses e 9 dias) e Rodrygo Goes (18 anos, 9 meses e 9 dias). 29 dias).

## Seleção nacional

### Juvenis
Em 4 de outubro de 2022, estreou pela seleção venezuelana sub-20 pelos Jogos Sul-Americanos de 2022, marcando 2 gols em 3 jogos. Também fez parte do elenco que disputou a Sul-Americana Sub-20 de 2023, na qual disputou 8 partidas sem marcar.

## Estatisticas

### Clubes
Atualizado em 19 de septiembre de 2023.
| Club                         | Div.          | Temporada     | Liga  | Liga  | Copos nacional | Copos nacional | Copos internacional | Copos internacional | Total | Total |
| Club                         | Div.          | Temporada     | Part. | Goles | Part.          | Goles          | Part.               | Goles               | Part. | Goles |
| ---------------------------- | ------------- | ------------- | ----- | ----- | -------------- | -------------- | ------------------- | ------------------- | ----- | ----- |
| Mineros de Guayana Venezuela | 1.ª           | 2021          | 8     | 0     | –              | –              | –                   | –                   | 8     | 0     |
| Mineros de Guayana Venezuela | 1.ª           | 2022          | 23    | 5     | –              | –              | –                   | –                   | 23    | 5     |
| Mineros de Guayana Venezuela | Total clube   | Total clube   | 31    | 5     | 0              | 0              | 0                   | 0                   | 31    | 5     |
| Boston River Uruguai         | 1.ª           | 2023          | 0     | 0     | 0              | 0              | 0                   | 0                   | 0     | 0     |
| Boston River Uruguai         | Total club    | Total club    | 0     | 0     | 0              | 0              | 0                   | 0                   | 0     | 0     |
| Shajtar Donetsk Ucrânia      | 1.ª           | 2022-23       | 13    | 5     | 0              | 0              | 3                   | 2                   | 16    | 6     |
| Shajtar Donetsk Ucrânia      | Total clube   | Total clube   | 13    | 5     | 0              | 0              | 3                   | 2                   | 16    | 6     |
| Total carrera                | Total carrera | Total carrera | 44    | 10    | 0              | 0              | 3                   | 1                   | 47    | 11    |

## Palmares

### Títulos nacionais
| Qualificação            | Clube            | País    | Ano     |
| ----------------------- | ---------------- | ------- | ------- |
| Primeira Liga Ucraniana | Shakhtar Donetsk | Ucrânia | 2022-23 |